# مطار إيفاتو الدولي
مطار إيفاتو الدولي (إياتا:TNR / إيكاو:FMMI) هو مطار دولي يخدم أنتاناناريفو عاصمة مدغشقر، يبعد عن وسط المدينة بـ 16 كلم، ويعتبر مركز عمليات رئيسي لطيران مدغشقر وتسارادي.

## شركات الطيران والوجهات
| شركـات طيـران           | الوجهات |
| ----------------------- | --- |
| طيران أوسترال           | Saint-Denis de la Réunion |
| الخطوط الجوية الفرنسية  | مطار باريس شارل ديغول |
| طيران مدغشقر            | Dzaoudzi، مطار قوانغتشو باييون الدولي، مطار أوليفر ريجنالد تامبو، مطار سير سيووساغور رامغولام الدولي، مطار الأمير سيد إبراهيم الدولي، مطار باريس شارل ديغول، Saint-Denis de la Réunion |
| طيران موريشيوس          | مطار سير سيووساغور رامغولام الدولي |
| إير لينك                | مطار أوليفر ريجنالد تامبو |
| Corsair International   | مطار باريس أورلي، Saint-Denis de la Réunion (تستأنف في 28 يونيو 2023) |
| الخطوط الجوية الإثيوبية | مطار أديس أبابا بولي الدولي |
| الخطوط الجوية الكينية   | مطار جومو كينياتا الدولي |
| تسارادي                 | Antsiranana، Majunga، Maroantsetra، Morondava، Nosy-Be، Sainte Marie، Sambava، Toamasina، Tôlanaro، Toliara                                                                            |
| الخطوط الجوية التركية   | مطار إسطنبول الدولي |